# Hoogevecht
Hoogevecht was een buitenplaats langs de rivier de Vecht bij het Nederlandse dorp Maarssen.
Het was gelegen naast de inmiddels ook verdwenen buitenplaats Otterspoor, en het nog bestaande Gansenhoef. Bij het hoofdgebouw lagen uitgebreide tuinen, geheel of gedeeltelijk uitgevoerd in een axiale opzet, waarschijnlijk naar ontwerp van Daniël Marot. Tevens was er een speelhuis op de buitenplaats met een erker boven het water.

## Afbeeldingen

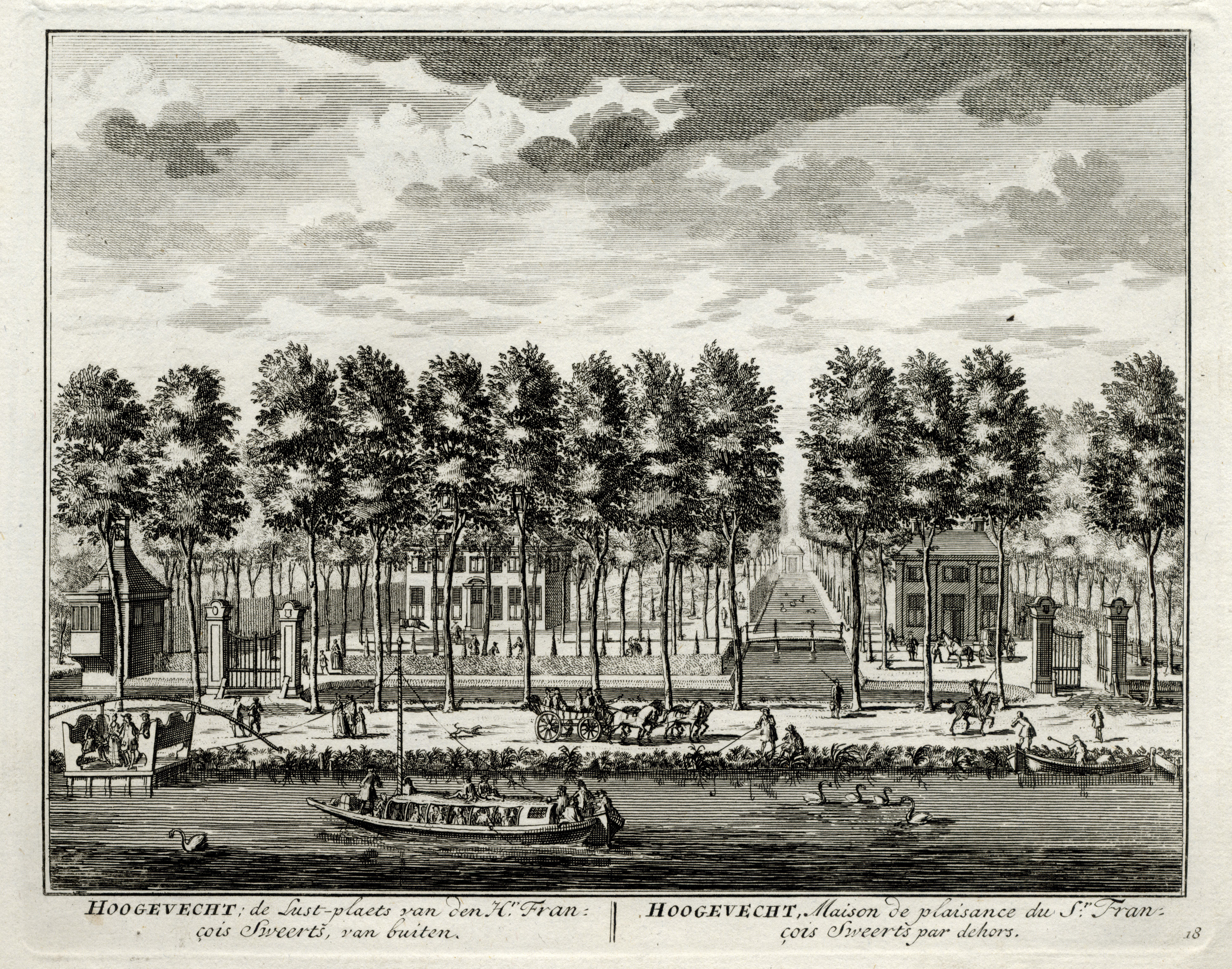
De Vecht bij Maarsseveen met huis Hoogevecht
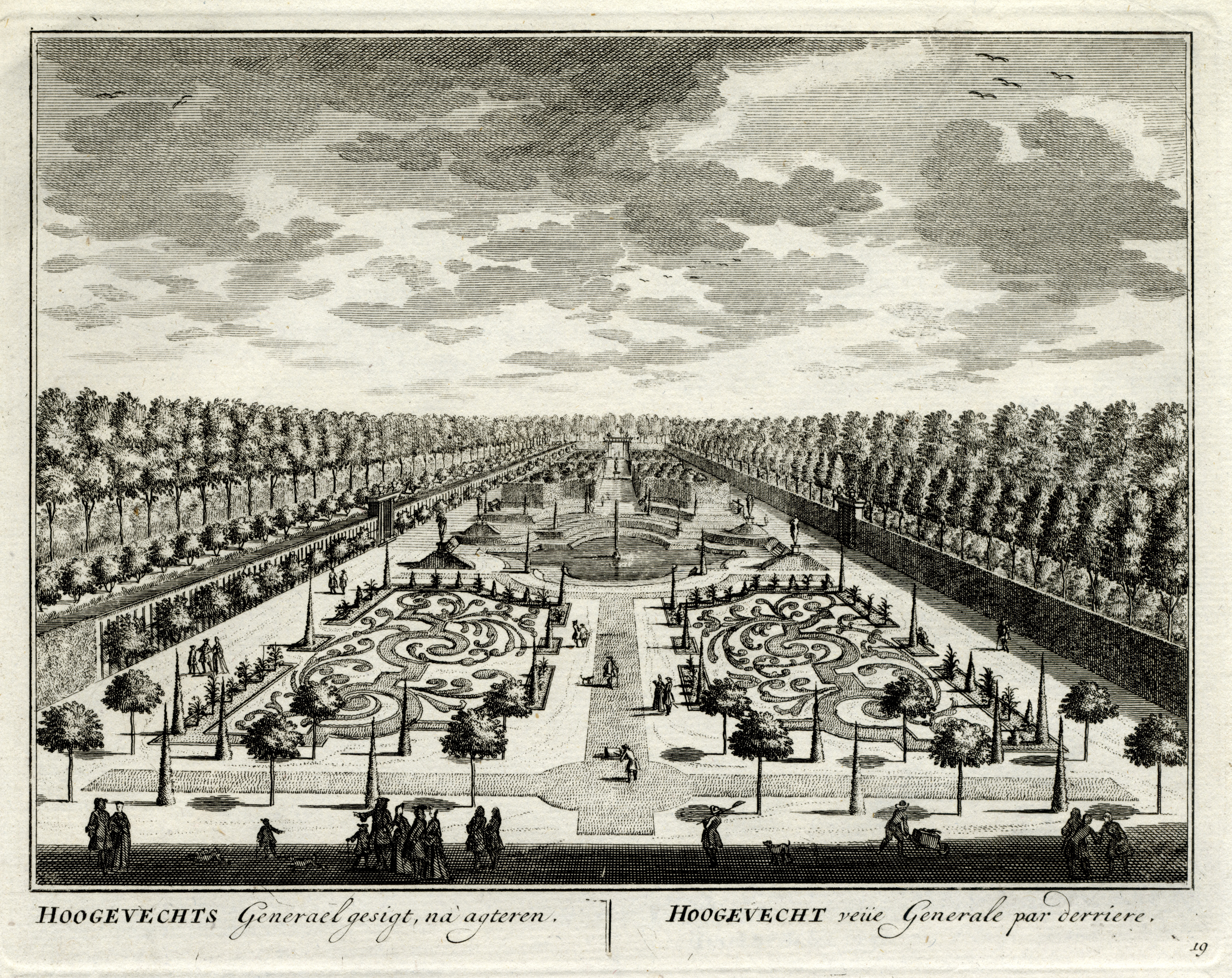
Gezicht over de tuin
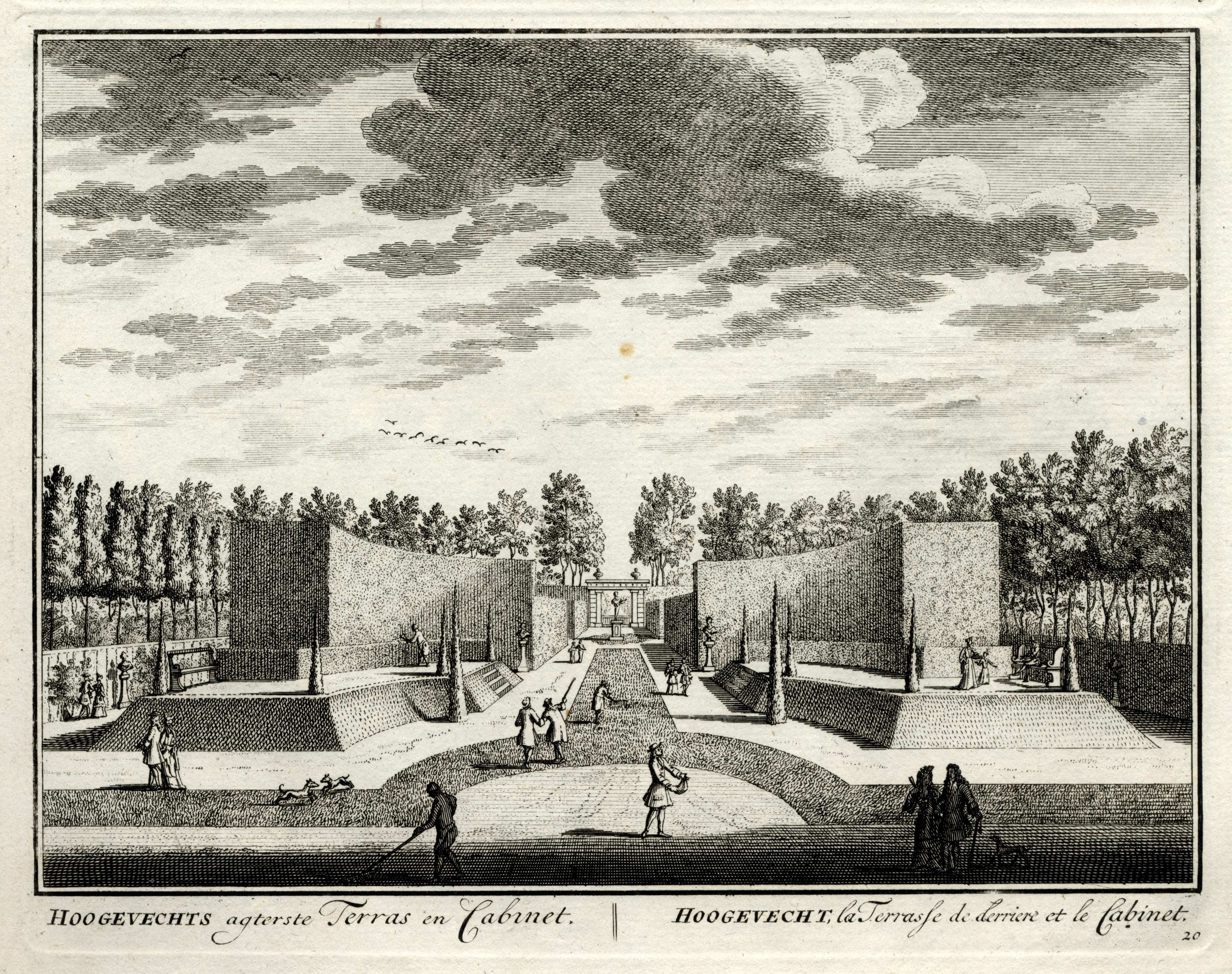
Gezicht in het achterste gedeelte van de tuin